# Pardosa metlakatla
Pardosa metlakatla este o specie de păianjeni din genul Pardosa, familia Lycosidae, descrisă de Emerton, 1917. Conform Catalogue of Life specia Pardosa metlakatla nu are subspecii cunoscute.